# Sid Bright
Sidney „Sid“ Bright (* 10. August 1904; † nach 1941) war ein britischer Jazz- und Novelty-Musiker (Piano).

## Leben und Wirken
Sid Bright, der Zwillingsbruder des Bandleaders  und Pianisten Geraldo war, spielte Mitte der 1920er-Jahre in der von Al Starita bzw. Jack Hylton geleiteten Kit-Cat-Band, mit der Mitte 1925 Aufnahmen für His Master’s Voice entstanden („Magnolia“). In den folgenden Jahren gehörte er außerdem Al Staritas Quartett The Gilt-Edged Four an, dem auch Max Goldberg (Trompete) und Len Fillis (Banjo, Gitarre) angehörten („Don't Bring Lulu“, Columbia). 1926/27 entstanden Duo-Aufnahmen mit Len Fillis („Tamin’ the Tenor“, „Butterfingers“) und dem Pianisten Donald Thorne; 1928 nahm er mit der (ebenfalls von Al Starita geleiteten) Band The Piccadilly Players auf, der auch Sylvester Ahola angehörte („How Long Has This Been Going On?“). 1930 begleitete er mit Goldberg, Ted Heath, Len Fillis und Spike Hughes den in London gastierenden Fred Astaire („Puttin’ on the Ritz“); 1933 gehörte er Staritas  Savoy Hotel Orpheans an („Tiger Rag“). 1940 nahm er mit seinem Bruder Geraldo Pianoduette auf („Tea for Two“), 1941 noch mit Geraldos Swing Septet. Im Bereich des Jazz war er zwischen 1925 und 1941 an 54 Aufnahmesessions beteiligt.